# Associazione Calcio Udinese 1968-1969
Questa voce raccoglie le informazioni riguardanti l'Associazione Calcio Udinese nelle competizioni ufficiali della stagione 1968-1969.

## Stagione
Nella stagione 1968-1969 l'Udinese disputa il girone A del campionato di Serie C, con 43 punti in classifica si piazza in sesta posizione, il torneo è stato vinto dal Piacenza con 55 punti che ritorna in Serie B, sono retrocesse la Cremonese che ha perso lo spareggio salvezza (1-2) con il Marzotto Valdagno, l'Asti ed il Rapallo.
L'Udinese del Direttore Sportivo Giuseppe Viani si affida all'allenatore Romolo Camuffo, poi sostituito da Luigi Comuzzi, disputa un torneo di media alta classifica, è un girone dominato dal Piacenza che lo vince con sei punti di vantaggio sulla Triestina, tra i bianconeri eccelle con 18 reti Giorgio Blasig che arriva secondo nella classifica dei marcatori alle spalle di Claudio Longo della Solbiatese che ha realizzato 21 reti.

## Rosa
| N. |                   | Ruolo | Calciatore        |
| -- | ----------------- | ----- | ----------------- |
|    | Italia (bandiera) | C     | Corrado Becchetti |
|    | Italia (bandiera) | D     | Romano Bernard    |
|    | Italia (bandiera) | A     | Giorgio Blasig    |
|    | Italia (bandiera) | A     | Angelo Calisti    |
|    | Italia (bandiera) | D     | Vittorio Caporale |
|    | Italia (bandiera) | D     | Germano D'Antoni  |
|    | Italia (bandiera) | C     | Franco De Cecco   |
|    | Italia (bandiera) | C     | Renato De Marzi   |
|    | Italia (bandiera) | D     | Adriano Fedele    |
|    | Italia (bandiera) | C     | Walter Franzot    |
|    | Italia (bandiera) | A     | Giovanni Galeone  |

| N. |                   | Ruolo | Calciatore        |
| -- | ----------------- | ----- | ----------------- |
|    | Italia (bandiera) | C     | Dante Maiani      |
|    | Italia (bandiera) | A     | Bruno Mantellato  |
|    | Italia (bandiera) | D     | Enea Moruzzi      |
|    | Italia (bandiera) | A     | Enrico Pellegrini |
|    | Italia (bandiera) | P     | Walter Pontel     |
|    | Italia (bandiera) | D     | Giorgio Ramusani  |
|    | Italia (bandiera) | A     | Mario Rizzo       |
|    | Italia (bandiera) | P     | Mario Spaggiari   |
|    | Italia (bandiera) | C     | Silvano Splendore |
|    | Italia (bandiera) | D     | Pietro Zampa      |

## Risultati

### Campionato

#### Andata
| Arbitro: | Casarin (Milano) |

|              |           |  |
| Giacomini 5’ | Marcatori |  |

| Arbitro: | Reggiani (Bologna) |

|                 |           |  |
| Blasig 15’, 33’ | Marcatori |  |

| Arbitro: | Canova (Milano) |

|               |           |  |
| Marinucci 49’ | Marcatori |  |

| Arbitro: | Prati (Parma) |

|                                         |           |  |
| Pellegrini 65’ De Cecco 75’ Galeone 90’ | Marcatori |  |

| Arbitro: | D'Amico (Loreto) |

|  |           |                                   |
|  | Marcatori | 49’, 53’ (rig.) Blasig 90’ Maiani |

| Udine 20 ottobre 1968 6ª giornata | Udinese          | 0 – 0 | Treviso | Stadio Moretti\| Arbitro: \| Gastaldi (Pavia) \| |
| Arbitro:                          | Gastaldi (Pavia) |       |         |                                                  |

| Cremona 27 ottobre 1968 7ª giornata | Cremonese        | 0 – 0 | Udinese | Stadio Giovanni Zini\| Arbitro: \| Levrero (Genova) \| |
| Arbitro:                            | Levrero (Genova) |       |         |                                                        |

| Arbitro: | Magnani (Firenze) |

|                                               |           |  |
| Blasig 26’ (rig.) Caporale 57’ Mantellato 83’ | Marcatori |  |

| Genova Sestri 10 novembre 1968 9ª giornata | Rapallo            | 0 – 0 | Udinese | Stadio Umberto Macera\| Arbitro: \| Lazzaroni (Milano) \| |
| Arbitro:                                   | Lazzaroni (Milano) |       |         |                                                           |

| Arbitro: | Campanini (Finale Emilia) |

|              |           |  |
| De Cecco 83’ | Marcatori |  |

| Arbitro: | Serafino (Roma) |

|  |           |                                                         |
|  | Marcatori | 12’ De Cecco 47’ Mantellato 55’ Blasig 60’, 73’ Galeone |

| Arbitro: | Beretta (Milano) |

|                        |           |  |
| Franzot 52’ Blasig 71’ | Marcatori |  |

| Arbitro: | Beccaria (Lecco) |

|                 |           |                  |
| Zampa 9’ (aut.) | Marcatori | 9’ (rig.) Blasig |

| Udine 15 dicembre 1968 14ª giornata | Udinese          | 0 – 0 | Biellese | Stadio Moretti\| Arbitro: \| D'Amico (Loreto) \| |
| Arbitro:                            | D'Amico (Loreto) |       |          |                                                  |

| Arbitro: | Bravi (Roma) |

|           |           |                                                         |
| Villa 15’ | Marcatori | 16’ De Cecco 38’ (aut.) Lojacono 76’ Galeone 78’ Blasig |

| Arbitro: | Bianchi (Firenze) |

|  |           |                           |
|  | Marcatori | 44’ Robbiati 90’ Ferranti |

| Arbitro: | Gialluisi (Barletta) |

|              |           |                           |
| Solbiati 42’ | Marcatori | 45’ Blasig 90’ Mantellato |

| Arbitro: | Monforte (Palermo) |

|                              |           |               |
| De Cecco 12’, 59’ Blasig 33’ | Marcatori | 53’ Ciclitira |

| Arbitro: | Calì (Roma) |

|                |           |  |
| Brusadelli 42’ | Marcatori |  |

#### Girone di ritorno
| Arbitro: | Levrero (Genova) |

|                         |           |           |
| De Marzi 30’ Fedele 40’ | Marcatori | 77’ Paina |

| Arbitro: | Fuschi (Pescara) |

|                      |           |                   |
| Cavaletti 89’ (rig.) | Marcatori | 20’ (rig.) Blasig |

| Arbitro: | Rodomonte (Teramo) |

|  |           |               |
|  | Marcatori | 80’ Fumagalli |

| Savona 23 febbraio 1969 23ª giornata | Savona             | 0 – 0 | Udinese | Stadio Valerio Bacigalupo (3.000 spett.)\| Arbitro: \| Lazzaroni (Milano) \| |
| Arbitro:                             | Lazzaroni (Milano) |       |         |                                                                              |

| Arbitro: | Ciacci (Firenze) |

|            |           |            |
| Blasig 78’ | Marcatori | 42’ Bianco |

| Treviso 9 marzo 1969 25ª giornata | Treviso         | 0 – 0 | Udinese | Stadio Omobono Tenni (10.000 spett.)\| Arbitro: \| Porcelli (Lodi) \| |
| Arbitro:                          | Porcelli (Lodi) |       |         |                                                                       |

| Arbitro: | Stagnoli (Bologna) |

|                                     |           |  |
| Caporale 61’ Calisti 70’ Blasig 71’ | Marcatori |  |

| Legnano 23 marzo 1969 27ª giornata | Legnano        | 0 – 0 | Udinese | Stadio Comunale\| Arbitro: \| Pilotto (Roma) \| |
| Arbitro:                           | Pilotto (Roma) |       |         |                                                 |

| Arbitro: | Lattanzi (Macerata) |

|                       |           |  |
| Maiani 46’ Blasig 85’ | Marcatori |  |

| Arbitro: | Cantelli (Firenze) |

|            |           |                   |
| Maioni 38’ | Marcatori | 44’ (rig.) Blasig |

| Arbitro: | Frasso (Capua) |

|  |           |           |
|  | Marcatori | 44’ Magri |

| Arbitro: | Levrero (Genova) |

|                              |           |  |
| Del Zotto 20’ Bellinazzi 55’ | Marcatori |  |

| Udine 11 maggio 1969 32ª giornata | Udinese          | 0 – 0 | Asti MaCoBi | Stadio Moretti (1.000 spett.)\| Arbitro: \| Beretta (Milano) \| |
| Arbitro:                          | Beretta (Milano) |       |             |                                                                 |

| Arbitro: | Beccaria (Lecco) |

|                           |           |  |
| Cugnolio 50’ Costanzo 84’ | Marcatori |  |

| Arbitro: | Domenico Lavetti (Bergamo) |

|             |           |                |
| Calisti 23’ | Marcatori | 71’ Chinellato |

| Arbitro: | Moretto (San Donà di Piave) |

|              |           |            |
| Lombardi 26’ | Marcatori | 58’ Maiani |

| Arbitro: | Oca (Bologna) |

|                                   |           |           |
| Franzot 1’ Blasig 68’ Calisti 81’ | Marcatori | 24’ Oliva |

| Monfalcone 15 maggio 1969 37ª giornata | Monfalcone      | 0 – 0 | Udinese | Stadio Cosulich (1.500 spett.)\| Arbitro: \| Ghetti (Modena) \| |
| Arbitro:                               | Ghetti (Modena) |       |         |                                                                 |

| Arbitro: | Levrero (Genova) |

|  |           |           |
|  | Marcatori | 78’ Rossi |